# 女哭聲
為2018年上映的韓國恐怖電影，翻拍1986年的同名韓國電影，由電影《魔女》的導演柳永善執導，徐令姬、孫娜恩、李泰利及朴旻智主演。劇情講述兩班家的三個兒子都在自己的新婚之夜離奇死亡的驚悚故事，2018年11月8日在韓國上映。

## 演員陣容

### 主要人物
- 徐令姬 飾演 貞敬夫人申氏，兩班家女主人，家中一直有人莫名死亡。
- 孫娜恩 飾演 玉芬，兩班家新入門的三媳婦，被婆婆要求遵守一些家中奇怪的規定。
- 李泰利 飾演 海天非，道士。
- 朴旻智 飾演 月兒，道士的助手。

### 其他人物
- 崔洪日 飾演 李敬鎮大監，兩班家主人。
- 孫星允 飾演 金景蘭，藝妓。
- 李在雅 飾演 朴英淑
- 李載九 飾演 張書房
- 李海娜 飾演 葉山大嬸
- 金熙尚 飾演 淵斗
- 金浩昌 飾演 李明圭，兩班家的三兒子。
- 崔設 飾演 範植
- 金俊裴 飾演 義巖
- 陸進秀 飾演 甲浦，屠夫。
- 金俊九 飾演 護衛武士
- 鄭大路 飾演 雄來
- 朴敏貞 飾演 韓氏

## 外部連結
- NAVER上《女哭聲》的資料
- Daum上《女哭聲》的資料

- 韩国电影数据库（KMDb）上《女哭聲》的資料
- 《魅厲哭聲》在Movist的資料（页面存档备份，存于）
- 互联网电影数据库（IMDb）上《魅厲哭聲》的资料（英文）
- 開眼電影網上《女哭聲》的資料（繁體中文）
- 豆瓣电影上《女哭聲》的資料 （简体中文）
- Box Office Mojo上《女哭聲》的资料（英文）